# Service du train dans l'armée napoléonienne

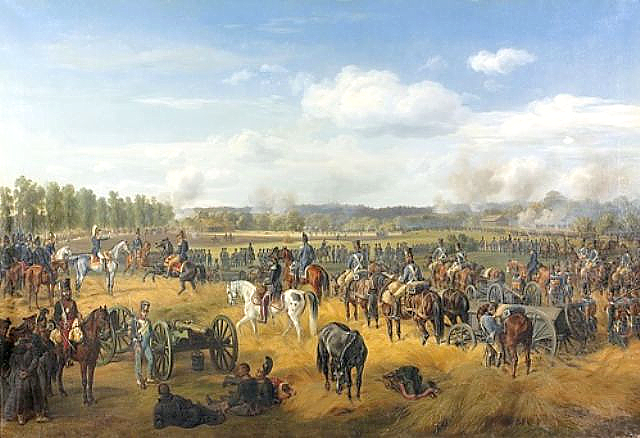
L'armée française à la bataille d'Ostrovno (26 juillet 1812). À droite, un caisson d'artillerie conduit par des hommes du train d'artillerie reconnaissables à leurs uniformes « gris de fer ».

Le service du train dans l'armée napoléonienne est un corps militaire constitué d'unités chargées du transport logistique des approvisionnements, équipements et munitions - train des équipages et du génie - et du convoyage des pièces et du charroi d'artillerie - train d'artillerie - qui servirent au sein de l'armée française sous le Premier Empire, tant dans la Garde impériale que dans l'armée de ligne. D'autres composantes de la « Grande Armée » disposaient également d'un charroi qu'elles géraient toutefois par elles-mêmes sans l'appui d'un service du train, tel le service sanitaire et la maison militaire de l'Empereur (équipages impériaux).  
Le service du train ne forme pas un corps unique à l'époque napoléonienne mais est en fait constitué de plusieurs « branches », tant dans la Ligne que dans la Garde Impériale : service « général » du train (train des équipages), train d'artillerie et train du génie. Le train d'artillerie est créé en 1800, celui du génie en 1806 et le « train des équipages » (logistique générale) en 1807. Dans la Garde, le train d'artillerie est l'héritier du service créé en 1800, le train d'équipage de la Garde n'étant constitué qu'en 1811.

## Origine

### Pensée militaire napoléonienne et intendance militaire
« Une armée n’est rien sans soutien logistique et celle de l’Empereur n’aurait pu conquérir l’Europe sans les conducteurs du train dont le courage et l’abnégation, dans des circonstances souvent difficiles, lui permirent de vaincre. »

— André Jouineau, Officiers et Soldats de la Garde Impériale - présentation du tome 5
Le 17 ventôse an X (8 mars 1802), une réorganisation administrative détache la gestion de l'intendance et de la logistique des armées des compétences du ministre de la Guerre pour la confier à un ministère de l'Administration de la Guerre. À ce nouveau ministère seront adjoints un intendant général de la Grande Armée et un directeur général des revues et de la conscription, auxquels seront subordonnés des « commissaires de guerre » et des « inspecteurs aux revues ».

### Création des unités de train
« Les armées du Consulat et du Premier Empire recourent au cheval comme moyen de déplacement ou force de traction. La proportion s’établit globalement autour d’un cheval pour sept hommes (mais atteint un pour quatre en campagne, essentiellement par l’accroissement des capacités de traction)... La militarisation des moyens de déplacement se traduit de son côté par la création des trains d’artillerie (1800), du génie (1806) et des équipages (1807). Mais les capacités logistiques demeurent limitées (d’où l’échec de la campagne de Russie) »

— Jean-François Brun, Le cheval dans la Grande Armée

« Le train du génie avait été créé en 1806. Le train des équipages fut mis sur pied en 1807 et remplaça avantageusement les entrepreneurs civils, qui laissaient trop souvent l'armée dépourvue des milles choses nécessaires à son entretien »

— Liliane et Fred Funcken, L'uniforme et les armes des soldats du Premier Empire
« Au début des guerres révolutionnaires, tout transport était assuré par le secteur civil. Les munitions étaient transportées par des convois civils et l'artillerie faisait appel à des contractuels civils pour déplacer ses canons et son équipement. Sous l'empire, une importante société, la « compagnie Breidt », fournissait les voitures, conducteurs et attelages de chevaux à l'armée mais elle déçut tellement Napoléon durant la campagne d'Eylau qu'il fût incapable de manœuvrer comme il l'entendait. Par conséquent, il décida que le transport logistique devait être pris en charge par l'armée et il créa le corps du train ».

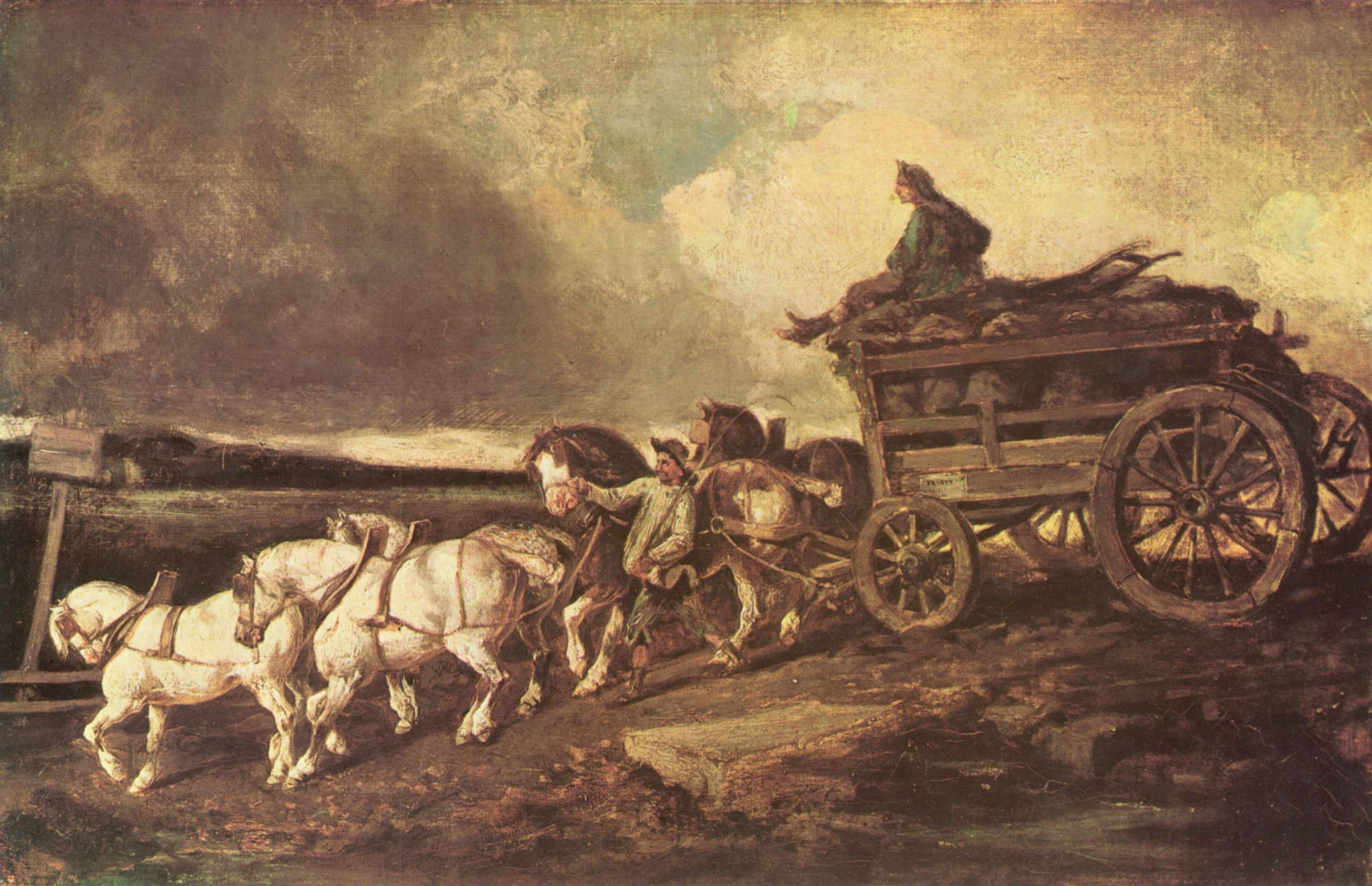
Transport de charbon d'après Théodore Géricault. Jusqu'en 1807, le transport des approvisionnements aux armées était assuré par des voituriers civils.

Napoléon en donne ainsi l'organisation qu'il lui souhaite : « je voudrais former des bataillons de transport des équipages militaires. Chaque bataillon aurait un conseil d'administration, et serait commandé par un homme ayant rang de capitaine dans la ligne. Chaque compagnie pourrait être composée de trente-deux caissons attelés de quatre chevaux chacun et conduits par deux hommes... Ainsi il y aurait dans une compagnie 32 caissons, 128 chevaux de trait et 64 hommes. On y ajouterait une forge de campagne, une voiture de rechange de harnais et d'approvisionnements de réparations pour les caissons. Chaque compagnie serait divisée en quatre escouades chacune de huit caissons et commandée par un maréchal des logis chef. Six compagnies pourraient former un bataillon, qui se trouverait ainsi composé de 192 voitures, 768 chevaux et 384 hommes ».
Un décret impérial signé le 26 mars 1807 au quartier général d'Osterode en province de Prusse-Orientale sanctionna cette décision. Il est à noter cependant que Bonaparte, après avoir expérimenté lors de la campagne d'Égypte de 1798 la militarisation des transports, avait dès 1800 en sa qualité de Premier Consul créé un premier « train d'artillerie », constatant déjà l'insuffisance des soumissionnaires civils dans le domaine du charroi militaire pour ce qui concernait le convoyage des pièces d'artillerie.

## Armée de ligne

### Train d'artillerie

#### Uniformes

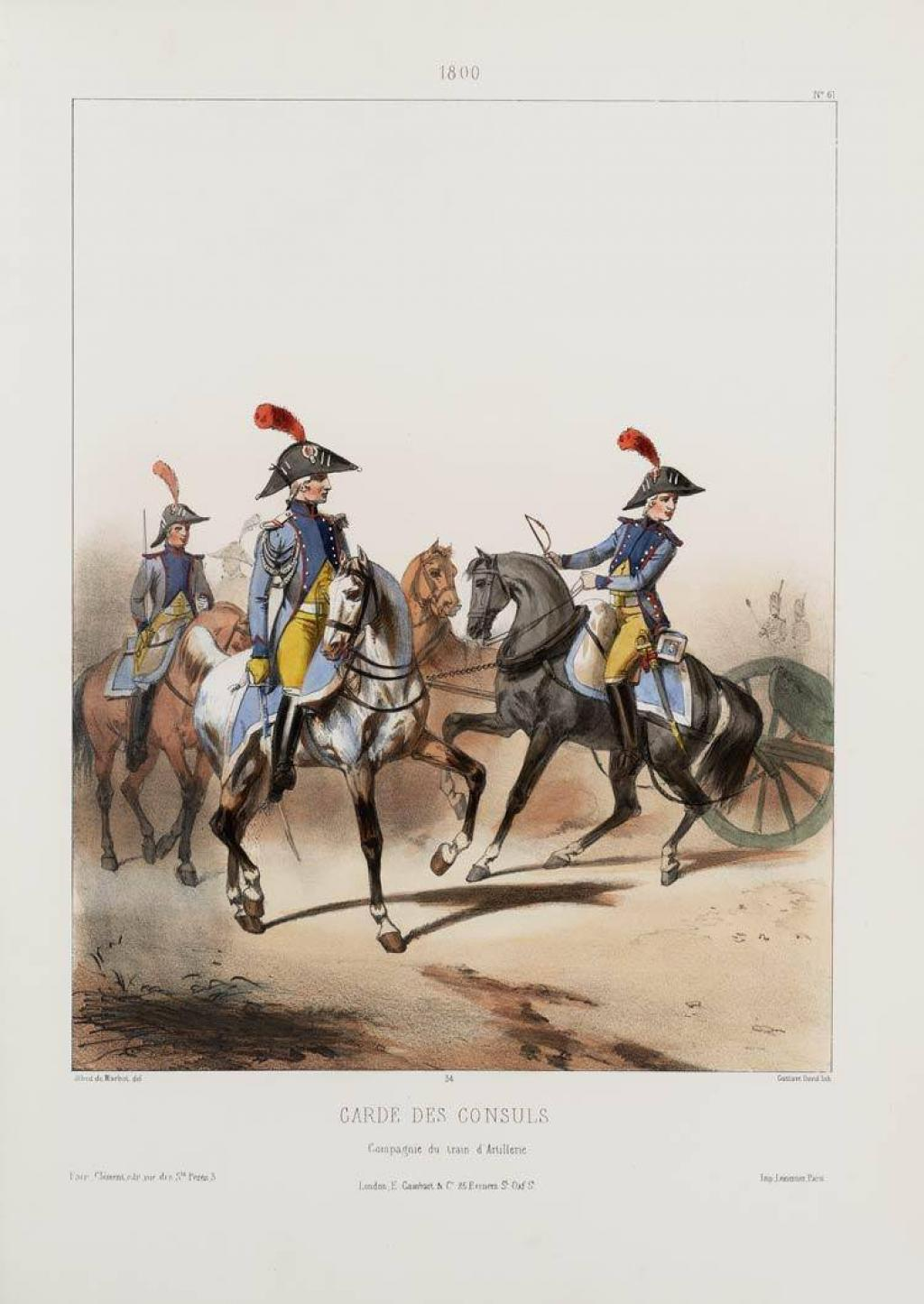
Le train d'artillerie de la Garde consulaire d'après Alfred de Marbot.

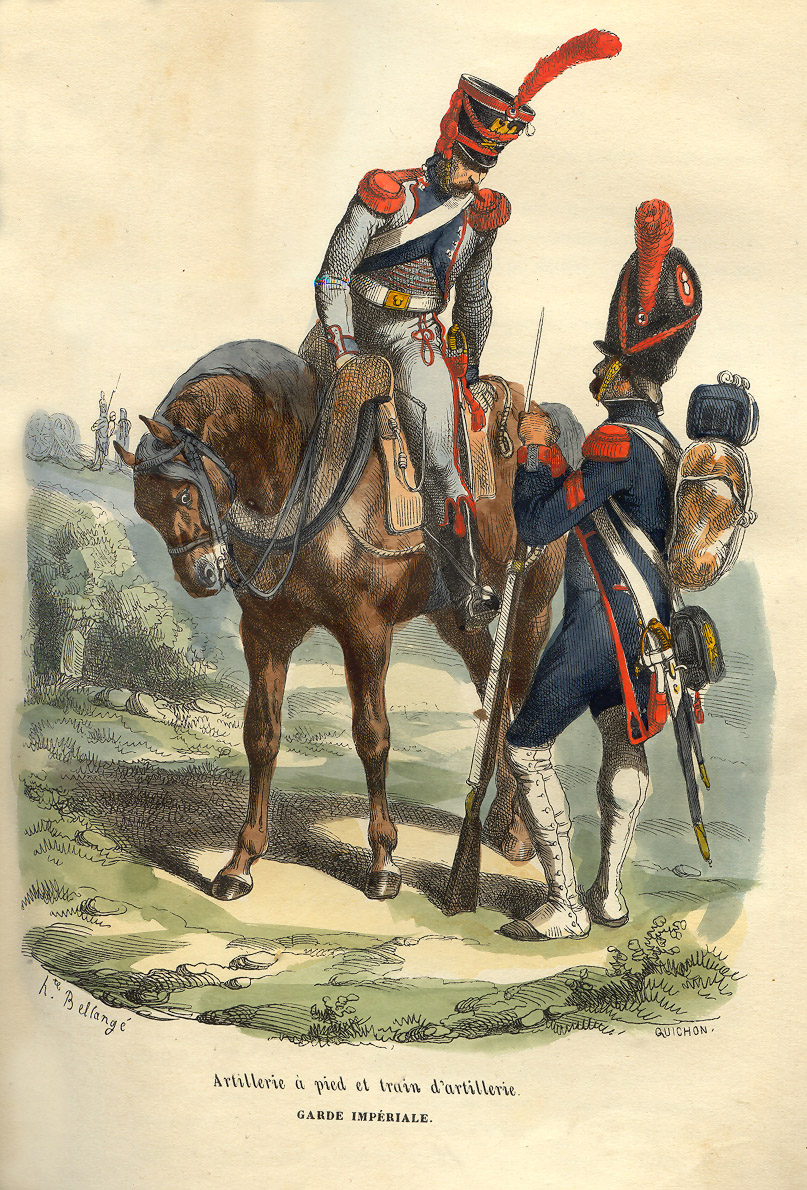
Artilleur à pied et train d'artillerie de la Garde d'après Hippolyte Bellangé.

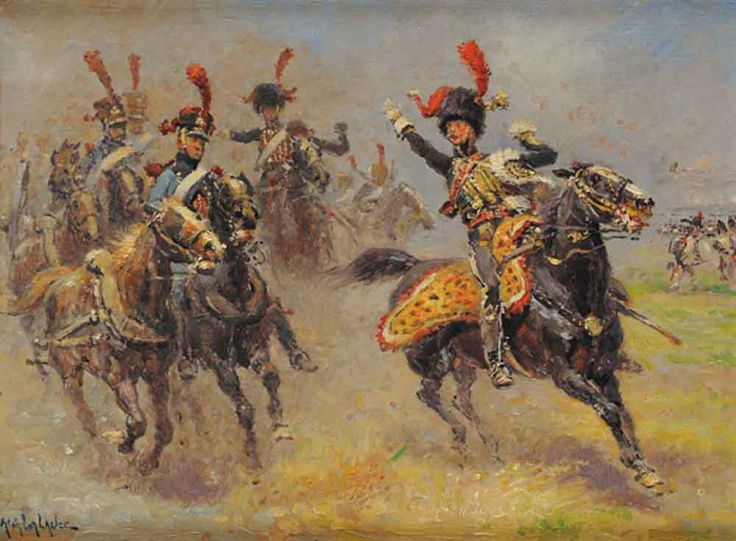
Une pièce de l'artillerie à cheval de la Garde impériale se met en position. À gauche, des hommes du train d'artillerie de la Garde conduisent l'attelage de la pièce.

« Ils portaient, en 1806, l'habit gris de fer à revers, collet et parements bleus et le shako noir à plaqueblanche en losange ».

La couleur « gris de fer » des uniformes du train d'artillerie.
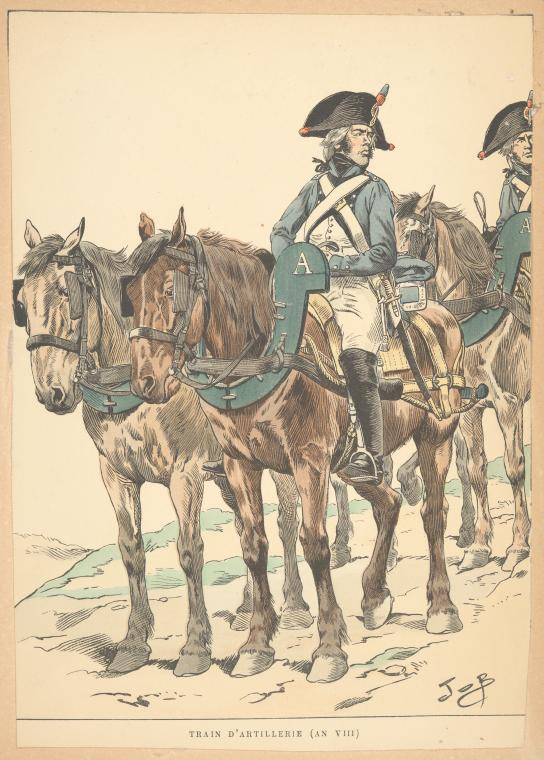
Le train d'artillerie en l'An VIII d'après Job.
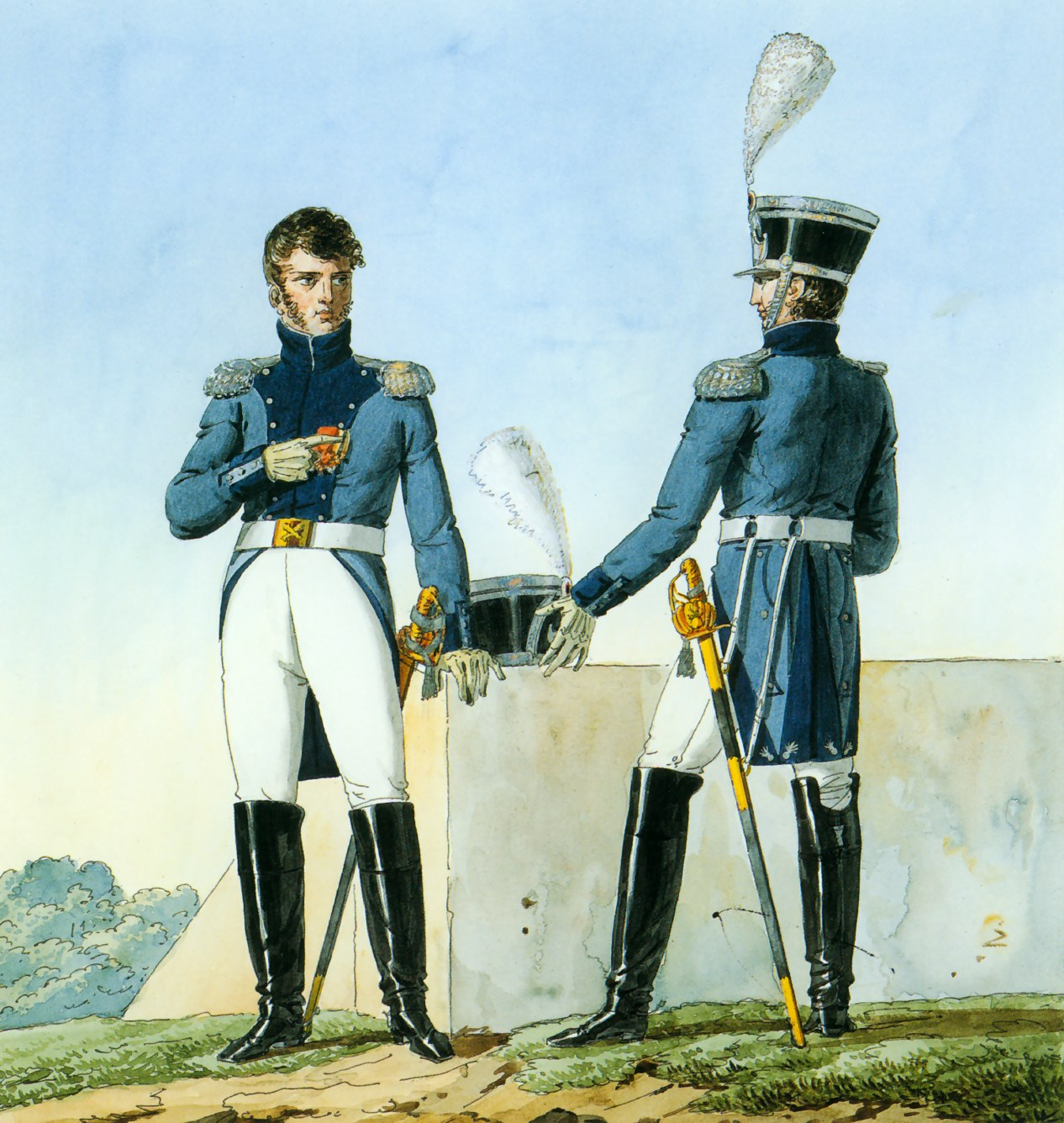
Colonel et chef de bataillon du train d'artillerie d'après Horace Vernet.
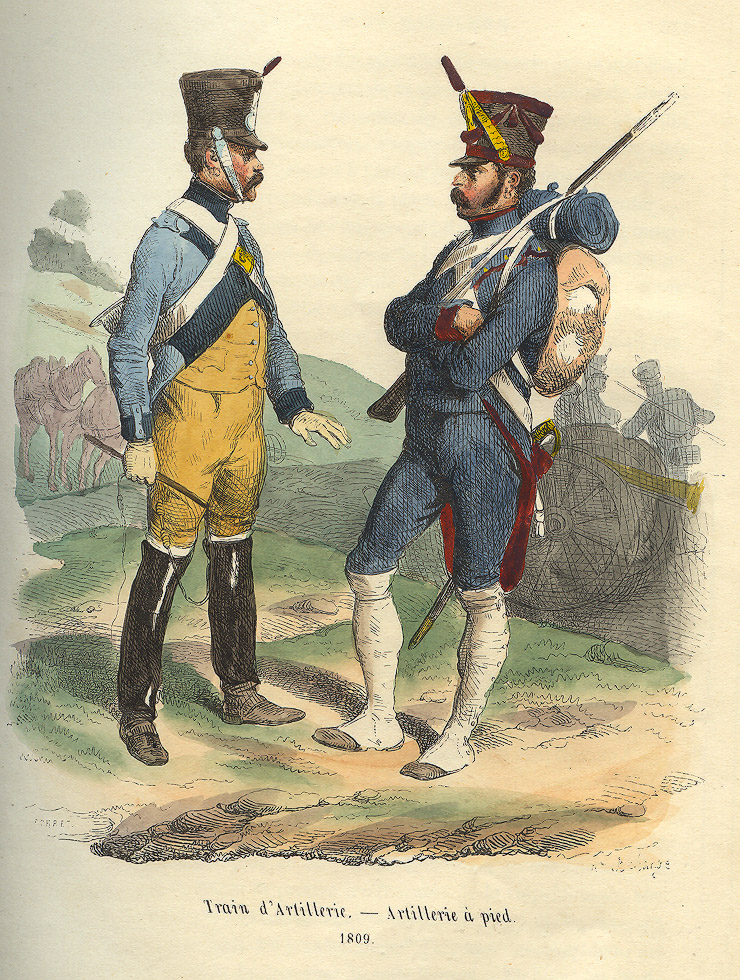
À gauche, soldat du train d'artillerie d'après Hippolyte Bellangé.

### Train du génie
Un premier bataillon du train du génie est créé dès 1806. En 1810, le train du génie compte six compagnies.

### Train des équipages
« Initialement le train des équipages militaires est organisé en huit bataillons, composés chacun de quatre compagnies, et chargés de transporter la farine, le pain, la viande et le fourrage de la Grande Armée. Au cours des décennies qui suivront, le train sera progressivement également chargé des missions de la poste, de la trésorerie ainsi que de l’enlèvement et du transport des blessés. Entre 1807 et le début de la Campagne de Russie, le nombre de bataillons est porté à seize (plus un pour la Garde impériale) et le nombre de compagnies par bataillon est porté de quatre à six. À la fin de la campagne de Russie, les premiers bataillons créés en 1807 ont tous été soit anéantis soit dissous. En 1814, on crée quatre nouveaux bataillons à quatre compagnies qui, par une ordonnance du 14 octobre 1815, prennent l’appellation d’escadrons ».

## Garde impériale

### Train d'artillerie
Un « train d’artillerie de la garde des consuls », placé sous les ordres du capitaine Devarenne, existait déjà avant la création de la Garde impériale,. Le train d'artillerie de la Garde, héritier de ce dernier, comprenait six compagnies formant un bataillon en 1806. L'effectif passe à huit compagnies en 1812. Pendant les Cent-Jours, le train est réorganisé en un escadron de huit compagnies.

### Génie
Le Génie de la Garde impériale gérait lui-même son charroi et ne disposait donc pas d'un service du train qui lui fut attaché.

## Chevaux et équipements

### Matériels

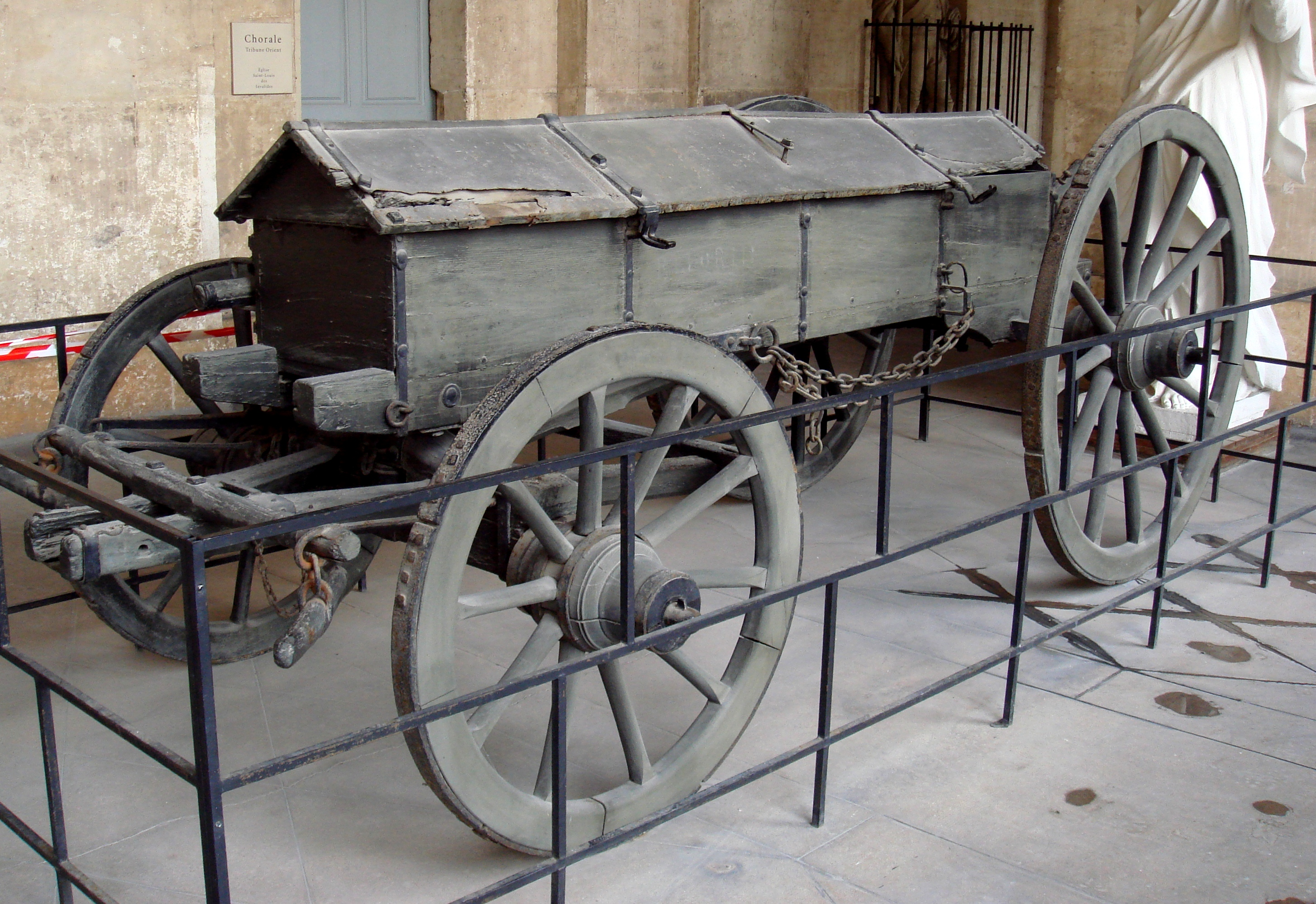
Caisson du train d'artillerie.

Les pièces d'artillerie étaient en général tractées par quatre chevaux menés par les hommes du train montés « en postillons » sur les chevaux de la gauche de l'attelage. Les munitions étaient transportées dans des caissons contenant de 48 à 100 cartouches à boulets et de 20 à 50 cartouches à mitraille, ceux-ci étant au nombre de 2 à 5 selon le calibre de la pièce.

## Service sanitaire

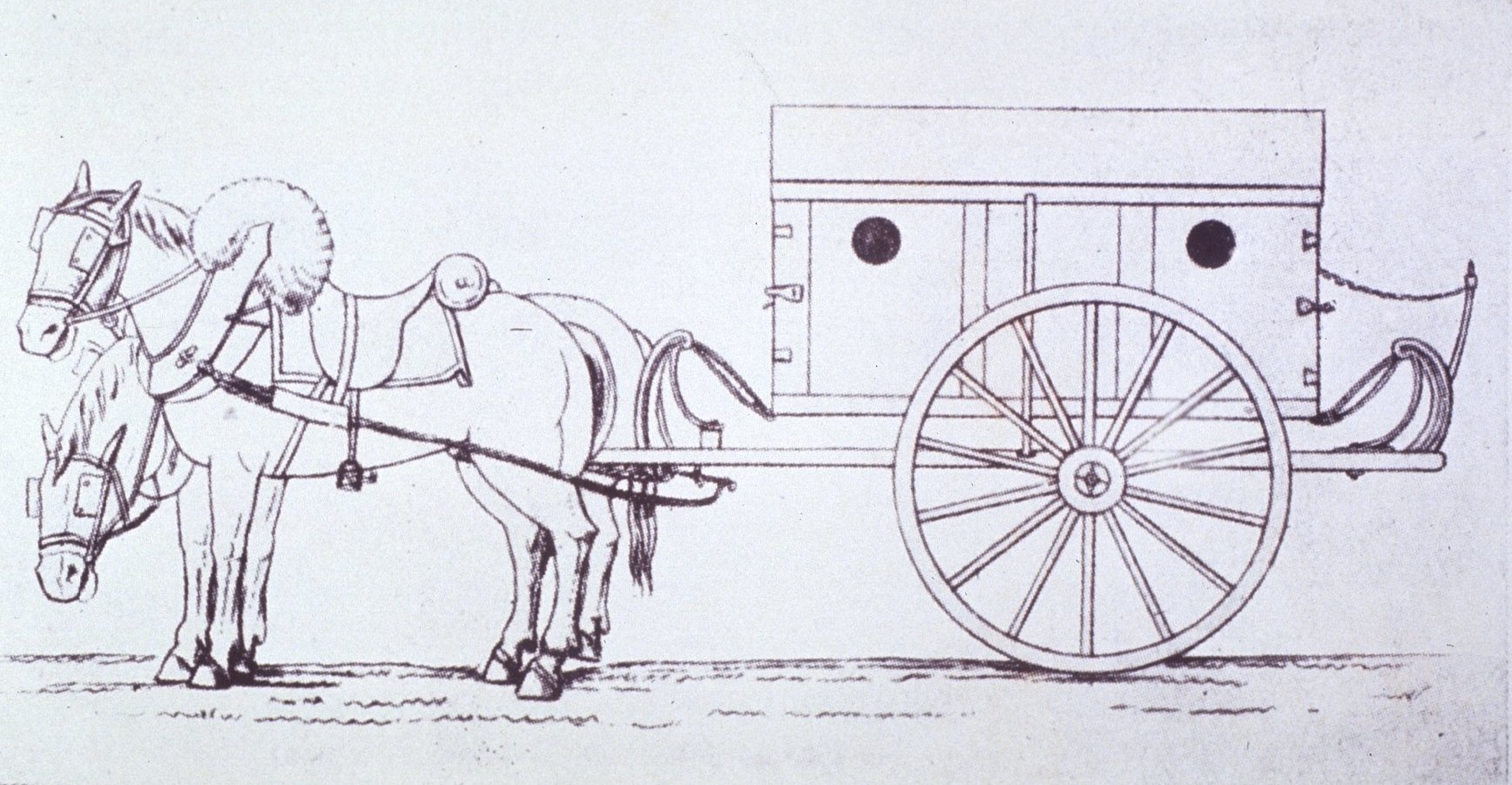
Ambulance hippomobile du service sanitaire.

## Les services du train en campagne
Comme déjà évoqué supra, l'on sait que Napoléon s'intéressa personnellement aux questions de logistique et d'« économie militaire » dès l'époque du Consulat et l'on retrouve trace de son attention et de son intérêt quant aux approvisionnements adéquats en équipements et en munitions de ses armées en campagne  au travers des nombreuses instructions relatives à ces aspects des opérations militaires données dans sa volumineuse correspondance publiée plus tard dans le siècle sur ordre de Napoléon III, de nombreux décrets impériaux attestant également de ce souci des questions d'intendance militaire.

### Campagne de Russie (1812)
La logistique revêt un caractère primordial lors de la campagne de Russie de 1812. Sept mille conducteurs du Train de la Grande Armée partent de Prusse, constituant 16 bataillons à 6 compagnies, ainsi que le bataillon du Train de la Garde. Pour mener à bien cette entreprise, ls emportent avec eux une très grande quantité de matériel, avec pas moins de 6 000 voitures. Lors de l'arrivée à Moscou, seuls 7 bataillons parviennent au complet, accompagnés de 800 voitures.
Lorsque Napoléon décide de quitter Moscou et d'engager la retraite, les conducteurs du Train vont partager le triste sort des soldats. Au retour en Prusse, 1 600 hommes ont été tués lors d'affrontements, 5 000 sont morts de maladie ou disparus. Seuls 100 chevaux repassent le Niemen, pas une seule voiture ne revient. Le Train de la Grande Armée cesse alors d'exister. Sur les 17 bataillons engagés, 12 bataillons ont complètement disparu.